# România la Jocurile Olimpice de iarnă din 1984
România a participat la Jocurile Olimpice de iarnă din 1984 cu 19 sportivi care au concurat la 6 sporturi (biatlon, bob, patinaj viteză, sanie, schi alpin și schi fond).

## Participarea românească
Din cauza lipsei fondurilor și a condițiilor modeste de pregătire (ceea ce a creat implicit șanse slabe la clasări pe locuri superioare), România a trimis la Sarajevo o delegație formată din numai 19 sportivi (16 bărbați și 3 femei), care au concurat la 6 sporturi cu 19 probe (14 masculine și 5 feminine). 
Cea mai bună performanță a fost obținută de boberi, care s-au clasat pe locul 7 la bob-4. Echipajul de sanie-2 masculin s-a clasat pe locul 11, iar ștafeta masculină de biatlon a obținut locul 13. Patinatorii de viteză s-au situat la mijlocul clasamentului, în timp ce schiorii (atât la schi alpin, cât și la schi fond) au obținut locuri modeste .
La această ediție a Jocurilor Olimpice, România nu a obținut niciun punct în clasamentul pe națiuni.

## Biatlon
| Sportiv                                                              | Probă                  | Ținte ratate    | Timp                                                 | Loc |
| -------------------------------------------------------------------- | ---------------------- | --------------- | ---------------------------------------------------- | --- |
| Gheorghe Berdar                                                      | 10 km (m)              | 3 (1/2)         | 35.20,2 (+4.26,4)                                    | 41  |
| Francisc Forika                                                      | 10 km (m)              | 4 (3/1)         | 35.59,8 (+5.06,0)                                    | 48  |
| Imre Lestyan                                                         | 10 km (m)              | 3 (1/2)         | 36.42,8 (+5.49,0)                                    | 52  |
| Imre Lestyan                                                         | 20 km (m)              | 6 (2/1/1/2)     | 1:25.26,6 (+13.33,9)                                 | 43  |
| Mihai Rădulescu                                                      | 20 km (m)              | 8 (0/2/4/2)     | 1:27.18,1 (+15.25,4)                                 | 49  |
| Vladimir Todașcă                                                     | 20 km (m)              | 8 (1/2/2/3)     | 1:28.00,9 (+16.08,2)                                 | 50  |
| Echipa Vladimir Todașcă Mihai Rădulescu Imre Lestyan Gheorghe Berdar | ștafetă 4 x 7,5 km (m) | 2-6 0-0 0-1 2-4 | 1:47.44,80 (+8.53,1) 26.35,8 26.33,5 26.42,1 27.53,4 | 13  |

## Bob
| Sportiv                                                      | Probă                | Rezultat | Rezultat | Rezultat | Rezultat | Rezultat        | Rezultat |
| Sportiv                                                      | Probă                | Manșa 1  | Manșa 2  | Manșa 3  | Manșa 4  | Total           | Loc      |
| ------------------------------------------------------------ | -------------------- | -------- | -------- | -------- | -------- | --------------- | -------- |
| Dorin Degan Cornel Popescu                                   | România I (Bob-2 m)  | 53,90    | 53,57    | 53,18    | 53,41    | 3.34,06 (+8,50) | 23       |
| Ion Duminicel Costel Petrariu                                | România II (Bob-2 m) | 53,18    | 53,26    | 52,63    | 53,29    | 3.32,36 (+6,80) | 18       |
| Dorin Degan Cornel Popescu Gheorghe Lixandru Costel Petrariu | România I (Bob-4 m)  | 50,58    | 50,88    | 51,06    | 51,24    | 3.23,76 (+3,54) | 7        |

## Patinaj viteză
| Sportiv         | Probă       | Finala            | Finala |
| Sportiv         | Probă       | Timp              | Loc    |
| --------------- | ----------- | ----------------- | ------ |
| Dezideriu Jenei | 500 m (m)   | 39,72 (+1,53)     | 25     |
| Dezideriu Jenei | 1000 m (m)  | 1.21,14 (+5,34)   | 34     |
| Tibor Kopacz    | 1500 m (m)  | 2.02,38 (+4,02)   | 22     |
| Tibor Kopacz    | 5000 m (m)  | 7.32,69 (+20,41)  | 19     |
| Tibor Kopacz    | 10000 m (m) | 15.23,95 (+44,05) | 24     |

## Sanie
| Sportiv                         | Probă      | Rezultat | Rezultat | Rezultat | Rezultat | Rezultat          | Rezultat      |
| Sportiv                         | Probă      | Manșa 1  | Manșa 2  | Manșa 3  | Manșa 4  | Timp              | Loc           |
| ------------------------------- | ---------- | -------- | -------- | -------- | -------- | ----------------- | ------------- |
| Ioan Apostol                    | Simplu (m) | abandon  | abandon  | abandon  | abandon  | nu a terminat     | nu a terminat |
| Gabriela Haja                   | Simplu (f) | 42,710   | 43,553   | 42,668   | 42,509   | 2.51,440 (+4,870) | 14            |
| Ioan Apostol Laurențiu Bălănoiu | Dublu (m)  | 42,918   | 42,742   | -        | -        | 1.25,660 (+2,040) | 11            |

## Schi alpin
| Sportiv       | Probă            | Manșa 1       | Manșa 2       | Total                    | Loc                      |
| ------------- | ---------------- | ------------- | ------------- | ------------------------ | ------------------------ |
| Zolt Balazs   | Slalom uriaș (m) | 1.31,00       | 1.31,41       | 3.02,41 (+21,23)         | 41                       |
| Zolt Balazs   | Slalom (m)       |               | descalificat  | descalificat în manșa 2  | descalificat în manșa 2  |
| Mihai Bîră    | Slalom uriaș (m) | 1.32,04       | 1.34,45       | 3.06,49 (+25,31)         | 45                       |
| Mihai Bîră    | Slalom (m)       | descalificat  | nu a concurat | descalificat în manșa 1  | descalificat în manșa 1  |
| Liliana Ichim | Slalom uriaș (f) | 1.14,17       | 1.17,91       | 2.32,08 (+11,10)         | 35                       |
| Liliana Ichim | Slalom (f)       | descalificată | nu a concurat | descalificată în manșa 1 | descalificată în manșa 1 |

## Schi fond
Distanță
| Sportiv    | Probă     | Rezultat          | Rezultat |
| Sportiv    | Probă     | Timp              | Loc      |
| ---------- | --------- | ----------------- | -------- |
| Livia Reit | 5 km (f)  | 18.51,6 (+1.47,6) | 32       |
| Livia Reit | 10 km (f) | 36.20,9 (+4.36,7) | 42       |